# Alfândega da Fé (gemeente)
Alfândega da Fé is een plaats en gemeente in het Portugese district Bragança.
De gemeente heeft een totale oppervlakte van 322 km² en telde 5963 inwoners in 2001.

## Plaatsen in de gemeente
- Agrobom
- Alfândega da Fé
- Cerejais
- Eucísia
- Ferradosa
- Picoes
- Gebelim
- Gouveia
- Parada
- Pombal
- Saldonha
- Sambade
- Sendim da Ribeira
- Sendim da Serra
- Soeima
- Vale Pereiro
- Vales
- Valverde
- Vilar Chão
- Vilarelhos
- Vilares de Vilariça

Alfândega da Fé · Bragança · Carrazeda de Ansiães · Freixo de Espada à Cinta · Macedo de Cavaleiros · Miranda do Douro · Mirandela · Mogadouro · Torre de Moncorvo · Vila Flor · Vimioso · Vinhais